# Сатпајев
Сатпајев (каз. Сәтбаев, рус. Сатпаев) је град Казахстану у Карагандинској области. Према процени из 2010. у граду је живело 61.276 становника.

## Становништво
Према процени, у граду је 2010. живело 61.276 становника.
| 1979.   | 1989.   | 1999.   |
| ------- | ------- | ------- |
| 48.700. | 59.343. | 62.900. |